# Sanguijuelas y su uso medicinal

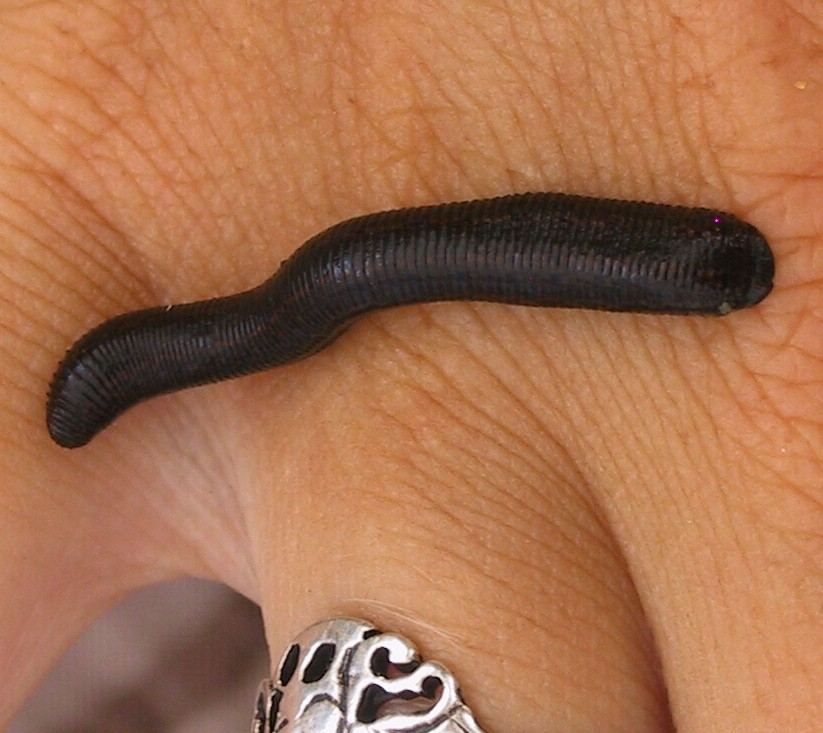
Hirudo medicinalis

El uso de sanguijuelas medicinales con fines terapéuticos (hirudoterapia) se remonta a hace más de 3.500 años. 
Su uso es conocido desde los tiempos antiguos para el tratamiento y alivio de diversas enfermedades. Los primeros indicios históricos se pueden encontrar en las obras indias de Ayurveda, en fuentes arqueológicas de babilonios y egipcios y en las pinturas de las tumbas faraónicas de la dinastía XVIII (1567-1308 a. c.), en la Biblia y en el Corán.
Las primeras referencias documentadas sobre el empleo médico de las sanguijuelas datan del siglo III a. C. en las obras indias más importantes de la medicina antigua Ayurveda, como Charak Samhita (Ch.Su. 24; Ch. Chi. 7/52), Susrut Samhita (Su.Su. 13), Astang Sangrah (A.S.Su.37), Astang Hridaya (A.H.Su.26), Sharangdhar Samhita (Sa.Sam.Ut.12). Éstas dedican capítulos completos a describir con detalle sus aplicaciones y bondades curativas, nombrando el método como jalaukavacharan; jalauka, que se refiere a sanguijuelas y avacharan a la aplicación de las mismas, que forma parte de uno de los procedimientos de Raktamokshana. Raktamokshana es un método de la purificación de la sangre, según el cual los humores viciados en ella deben ser expulsados del cuerpo.
La terapia con sanguijuelas existía en India, Grecia, China, Persia, Roma, Egipto, etc.
Nicandro de Colofón (200-130 a. C.) en su poema médico Alexipharmaca describe detalladamente su uso terapéutico. Es una de las referencias más amplias escritas de su uso. En esta época, aparecen escritos chinos describiendo sanguijuelas y su poder curativo, tal y como se menciona en Sánscrito, en la literatura persa y árabe.
Durante la Edad Media las sanguijuelas se usaban mucho, en la época de Plinio, Galeno y Avicena.
Plinio describió y documentó su efecto curativo para los tratamientos de dolores reumáticos o fiebre de cualquier tipo.
Claudio Galeno mencionó las sanguijuelas en sus escritos y las consideraba como un remedio totalmente eficaz para varias dolencias.
El científico persa Avicena, en su Canon de Medicina, prestó gran atención a la aplicación de las sanguijuelas, describiendo su poder curativo para ayudar en el tratamiento de la tuberculosis, la histeria y la epilepsia, la conmoción cerebral, así como en las enfermedades de las articulaciones, el hígado y los riñones.

## Hirudoterapia en la actualidad
Las sanguijuelas vuelven a ser habituales con el descubrimiento del fisiólogo británico J. B. Haycraft, en 1884, de un anticoagulante puro en su saliva al que nombra "Hirudine", del latín "hirudo”. En retrospectiva, resulta que J.B. Haycraft simplemente confirmó una observación anterior realizada por el académico ruso K. Diakonov. El académico señaló que la incapacidad de la sangre de coagular y su rápida disolución de los coágulos (“pelotitas") demuestra claramente la presencia en el intestino de la sanguijuela de «alguna sustancia disolvente». La hipótesis fue publicada en el artículo "El cambio de la sangre humana en el intestino de la sanguijuela" (año 1868), y posteriormente fue brillantemente confirmada por J. B. Haycraft.
En la Unión Soviética los estudios fundamentales referentes a la hirudoterapia se llevaron a cabo durante los años 1930, experimentando un gran impulso en los años 1940.
En el año 1936 el científico N. L. Blumental terminó su investigación sobre el tratamiento de la trombosis venosa con sanguijuelas. Este tratamiento fue fundamentado y aplicado con éxito contra la trombosis venosa séptica en el año 1939 por  E. G. Sokol.
El famoso académico y oftalmólogo ruso V. P. Filatov (1865-1957) aplicaba 4-5 sanguijuelas encima y alrededor de un injerto de piel cuando este corría peligro de ser rechazado. Confirmó que el uso de la hirudoterapia en cirugía plástica presentaba la oportunidad de llevar a cabo con más éxito los injertos de la piel.
Otras referencias en la cirugía moderna datan del año 1960, cuando dos cirujanos eslovenos describen la aplicación de sanguijuelas para prevenir la congestión venosa en los colgajos de piel trasplantados, publicando su experiencia en un artículo del British Journal of Plastic Surgery en 1960.
En la década de los años 70, un grupo de cirujano franceses, pioneros en cirugía reconstructiva, demostraron su utilidad en la supervivencia de colgajos y la reimplantación de dedos. Posteriormente en 1985, Joseph Upton, cirujano plástico de Harvard, utilizó las sanguijuelas en el reimplante de una oreja en un niño pequeño. Las orejas han sido muy difíciles de trasplantar con éxito debido a la coagulación de los vasos sanguíneos en minutos durante el procedimiento.
En mayo de 1997 en Eilat (Israel), se celebró el III Congreso Internacional de medicina de rehabilitación. Una de las noticias sensacionales del congreso fue el informe del académico ruso A. I. Krashenyuk sobre tecnologías modernas de hirudoterapia basadas en dos descubrimientos hechos por científicos de San Petersburgo hacía algunos años:
En 1993 fue descubierto el efecto bioenergético de la hirudoterapia;
En 1996 fueron descubiertos los factores neurotróficos en la saliva de la sanguijuela.
Ambos descubrimientos demuestran claramente nuevos poderes curativos de las sanguijuelas y un campo más amplio en su uso.
En el año 1999 se solicitaron sanguijuelas con urgencia desde el Hospital Sotero del Río en Santiago de Chile, a través de los medios de comunicación, para favorecer el reimplante al que fue sometido un niño de dos años, que sufrió la amputación de su brazo en una centrifugadora.
En el Congreso Europeo de Reumatología celebrado en Estocolmo en el año 2002, el Dr. I.G. Salikhov y sus colegas de la universidad médica estatal de Kazán, presentaron sus hallazgos sobre la hirudoterapia para tratar la osteoartritis y la artritis reumatoide. Las sanguijuelas fueron aplicadas entre una y cinco veces en cada paciente en la región muscular dolorida alrededor de la articulación. En todos los pacientes a los que habían realizado la terapia, la mejoría clínica fue satisfactoria, con la desaparición o disminución del dolor y un menor grado de rigidez matutina. Además se halló un aumento en la capacidad de movimiento de las articulaciones.
En el año 2003 se publicó en la Revista Española de Cirugía Oral y Maxilofacial el caso clínico de una mujer a la que se le reconstruyó la cavidad oral mediante colgajos nasogenianos invertidos para el labio superior y la reconstrucción del labio inferior con injerto libre lateral del muslo. Dada la congestión del injerto en las horas posteriores a la intervención, se aplicaron 7 sanguijuelas con un intervalo de 12 horas entre cada aplicación, obteniéndose una mejoría paulatina de la congestión venosa.
En el año 2003 la revista americana Annals of Internal Medicine, publicó el estudio realizado por científicos alemanes sobre la efectividad de la aplicación de sanguijuelas para el tratamiento de la osteoartritis (artrosis) de rodilla. El protocolo del estudio fue revisado y aprobado por el Comité de Ética del Hospital Universitario de Essen y del Instituto Federal Alemán de Medicamentos y Dispositivos Médicos.
El Dr. Andreas Michalsen del Hospital Universitario de Essen neutraliza el efecto del dolor con la ayuda de las sanguijuelas medicinales. 
En una investigación comparativa la mitad de los pacientes recibieron un tratamiento consistente en una aplicación de sanguijuelas (de 4 a 6) y la otra mitad una terapia con un ungüento que contenía el clásico analgésico Diclofenaco, ambos duraban 28 días.
El resultado: Siete días después del comienzo del estudio, aquellos que habían sido tratados con las sanguijuelas se sentían mucho más en forma y tenían mejor movilidad que los que habían recibido el tratamiento clásico.
En julio de 2009, el Indian Journal of Traditional Knowledge, publicó un  artículo sobre el estudio del tratamiento seguro y eficaz de osteoartritis (artrosis) de la rodilla, aplicando la sanguijuela medicinal Lindu Hirudinaria granulosa, basado en los conocimientos antiguos de su uso y las características parecidas a la sanguijuela Hirudo Medicinalis. El estudio fue realizado en la Universidad Jamia Hamdard, New Delhi por Dr. SM Abbas Zaidi, SS Jamil, A Sultana, F Zaman & M Fuzail. Aplicaron las sanguijuelas a 20 personas con osteoartritis de la rodilla. Después de 6 semanas de la aplicación confirmaron una mejoría significativa en la observación de los síntomas de la enfermedad. El nivel de dolor había disminuido un 29,02%, la rigidez hasta un 58,87% y la capacidad de movimiento de las articulaciones hasta 40,56%. El tratamiento aplicado ha sido seguro y bien tolerado por los pacientes, el único efecto secundario poco significativo que se observó consistía en picazón local en un 55% de los pacientes tratados, del que simplemente tienen que estar informados previamente.
En el año 2011 el International Research Journal of Pharmacy publica el artículo sobre la investigación del efecto analgésico y antiinflamatorio del tratamiento con sanguijuelas de la artritis, realizado por los doctores Singh Akhilesh Kumar y Singh Om Prakash de la Facultad de Ayurveda de la Universidad Banaras Hindu, Varanasi, Uttar Pradesh, India.
Se basan en los conceptos de Ayurveda, refiriendo que Rakta Mokshan (flebotomía) es uno de los mejores métodos, mencionados en Ayurveda clásica para el tratamiento de Sadhigata Vata (artritis). Eligen jalaukas (sanguijuelas) para Rakta Mokshan, debido a las sustancias analgésicas y antiinflamatorias, que se encuentran en su saliva. Las sanguijuelas fueron aplicadas una vez a la semana durante 6 semanas a los pacientes con Gota artritis, registrando las observaciones de la densidad del dolor, hinchazón, rigidez, movilidad.
Conclusión: El presente tratamiento ha disminuido el dolor sintomático en un 44% de los pacientes, la hinchazón en un 40% de los mismos, la rigidez en un 28%, la movilidad reducida en un 32% y las deformaciones en un 16%. El tratamiento con sanguijuelas de Gota artritis se considera eficaz.

## Usos en medicina
En Grecia, Roma y Siria, se utilizaban para extraer la sangre de muchas zonas del cuerpo. Eran las llamadas “sangrías”. Se creía que podían curar todo tipo de enfermedades, desde dolores o procesos inflamatorios hasta enfermedades oculares e incluso obesidad y patologías mentales.
En los siglos XVIII y XIX, se vendían sanguijuelas en las farmacias europeas, y llegaron a ser muy populares en la medicina de la época. Fue así como la cantidad de sanguijuelas descendió tanto que hoy la especie más utilizada en la medicina, Hirudo medicinalis, está en peligro de extinción.

### Cirugía reconstructiva
Desde hace unos años, estos animales se están utilizando en cirugía plástica y reconstructiva. Cuando se trasplantan partes del cuerpo, como dedos, orejas, labios, trozos de nariz o cualquier otra parte del cuerpo, los cirujanos deben unir arterias y venas. La sangre puede “atascarse” y no llegar a la zona implantada. Para ganar tiempo hasta que se formen las nuevas conexiones entre venas, actualmente se aplican sanguijuelas a los pacientes. Su saliva contiene anestésicos, antibióticos y anticoagulantes que dan impulso al sangrado veloz. Reducen la presión sobre las venas y les permite entonces formar nuevas conexiones sanguíneas. En veinte minutos, una sanguijuela se remueve de la herida sangrante. Los cirujanos han observado que los pacientes se curan más rápidamente con la ayuda de estos animales.[cita requerida]